# 粟津村 (愛媛県)
粟津村（あわづむら）は、愛媛県喜多郡にあった村。現在の大洲市中心部の北方、予讃線・八多喜駅の周辺にあたる。

## 地理
- 河川：肱川、清永川、上須戒川

## 歴史
- 1889年（明治22年）12月15日 - 町村制の施行により、八多喜村・米津村・手成村の区域をもって発足。
- 1954年（昭和29年）9月1日 - 大洲町・平野村・南久米村・菅田村・大川村・柳沢村・新谷村・三善村・上須戒村と合併して大洲市が発足。同日粟津村廃止。

## 交通

### 鉄道路線
- 日本国有鉄道
  - 予讃本線（現・予讃線）
    - 八多喜駅